# Bouillonactinia
Bouillonactinia is een geslacht van neteldieren uit de familie van de Hydractiniidae.

## Soorten
- Bouillonactinia carcinicola (Hiro, 1939)
- Bouillonactinia hooperii (Sigerfoos, 1899)
- Bouillonactinia misakiensis (Iwasa, 1934)
- Bouillonactinia multigranosi (Namikawa, 1991)